# Temporada 1996-97 de Indy Racing League
La temporada 1996-97 de la Indy Racing League fue el campeonato en el cual se disputó en plena época invernal y que había abandonado el concepto de ternimar la temporada en las ediciones de las 500 Millas de Indianápolis La temporada 1996-97 en última instancia estaría integrada por los siguientes eventos pósteriores a la Indy 500 de 1996, y demás pruebas celebradas en el año calendario de 1997.
La temporada 1996-97 fue programada originalmente para comenzar en New Hampshire, en agosto de 1996 y terminando con la 500 Millas de Indianápolis en mayo de 1997. En algún momento de 1996, el consenso frente a la temporada 1996/1997 hizo dividir al público y directivas debido a que dicho calendario era muy desfavorable. Omitiendo la temporada invernal de Navidad, acarreó dificultades potenciales para los contratos del conductor, los contratos del patrocinador, y la compra de los equipos, todos los cuales tradicionalmente seguían un programa basándose en el calendario. Además, los meses de noviembre, diciembre, y el resto del mes de enero no se esperaba que se llenaran de fechas con carreras, ya habría pocos lugares adecuados, fuera de Orlando, que estuvieran disponibles para que el campeonato de la IRL procediera a realizarse, especialmente que requerían pistas con un clima cálido y/o templado.
Después de 1996, las carreras se disputaron en New Hampshire y Las Vegas, el 9 de octubre de 1996, la Indy Racing League anunció que la liga volvería a un calendario tradicional para inicios de 1998 . Para evitar la concesión de cuatro campeonatos en menos de dos años y medio, todas las pruebas celebradas en 1997 se añadieron a las dos últimas carreras en 1996. Ahora siendo anexadas, estas dos últimas carreras terminarían solucionándose diecisiete meses del campeonato 1996-1997 que luego se vino a otorgar en octubre de 1997.
Las dos carreras restantes de 1996 (New Hampshire y Las Vegas) se disputaron con los mismos equipos de la temporada de 1996. Todas las carreras que tuvieron lugar en 1997, comenzando con la carrera en Orlando, se disputaron en circuitos de Ovalos basándose en los nuevos chasis diseñados por la compañía G-Force y Dallara con un sistema de inyección de aspiración natural para refrigeración del motor, siendo este de 4.0 litros V8 para motores Oldsmobile y los Infiniti. Sólo siete pilotos compitieron en todas las diez carreras programadas del calendario en una maratón de diescisiete meses.

## Desarrollo de la Temporada

### Controversia
En una decisión polémica, en julio de 1995, se anunció que los primeros 25 pilotos de la tabla de puntajes del campeonato de la IRL se asegurarían sus posiciones de partida para las 500 Millas de Indianápolis de 1996. Tomando en cuenta esto, se dejaron sólo ocho posiciones abiertas para todos los competidores en general. Sin embargo, algunos interpretaron la norma de otra manera.
El sistema de puntos de la IRL puntos se hizo de manera escalonada para ajustar el número de carreras en el que cada piloto lograra entrar. El número de puntos obtenidos por carrera se multiplicaría por el número de eventos donde haya participado el conductor. Por ejemplo, si un conductor había entrado en tres eventos, los puntos conseguidos en la tercera carrera se multiplicaban por tres. Este movimiento se convirtió en un estímulo para entrar a todos los eventos de la IRL, pero este sistema no opacó a la entonces serie rival CART que agrupaba a los mejores pilotos y equipos de entonces.
Inicialmente, los funcionarios de la IRL esperaron a que los competidores de la serie CART eligieran acudir a los eventos organizados por la IRL, presumiblemente porque habían previsto que no se presentara ningún conflicto en sus calendarios respectivos. El calendario de la IRL de 1996 finalizó el 30 de mayo de 1996, ya que su principal evento en ese entonces, eran las 500 millas de Indianápolis,y el resto del campeonato era exclusivo a la serie CART. Sin embargo, un par de semanas después, la serie CART anunciaba su calendario de 1996, inmediatamente entrando en conflicto con las fechas. La carrera de CART en Road America fue programado para el mismo día del evento de la IRL en el circuito de Loudon, mientras que las carreras de CART en Río y Australia fueron programadas alrededor de la carrera de IRL en Phoenix, creando una situación imposible para poder correrla. Los únicos equipos de CART que participaron en los eventos de IRL en 1996 fueron Galles y Walker aunque con pilotos separados para cada categoría.

## Calendario
| Carrera | Circuito                             | Fecha                    | Distancia en km          | Pole Position | Vuelta Rápida    | Piloto Ganador | Vuelta Más Rápida |
| ------- | ------------------------------------ | ------------------------ | ------------------------ | ------------- | ---------------- | -------------- | ----------------- |
| 1       | New Hampshire International Speedway | 18 de agosto de 1996     | 200 Vueltas 211.6 Millas | Richie Hearn  | Tony Stewart     | Scott Sharp    | Tony Stewart      |
| 2       | Las Vegas Motor Speedway             | 15 de septiembre de 1996 | 208 Vueltas 312 millas   | Arie Luyendyk | Richie Hearn     | Richie Hearn   | Richie Hearn      |
| 3       | Walt Disney World Speedway           | 25 de enero de 1997      | 149 Vueltas 149 millas*  | Tony Stewart  | Tony Stewart     | Eddie Cheever  | Tony Stewart      |
| 4       | Phoenix International Raceway        | 23 de marzo de 1997      | 200 Vueltas 200 millas   | Tony Stewart  | Tony Stewart     | Jim Guthrie    | Tony Stewart      |
| 5       | Indianapolis Motor Speedway          | 26 - 27 de mayo de 1997  | 250 Vueltas 500 millas   | Arie Luyendyk | Tony Stewart     | Arie Luyendyk  | Tony Stewart      |
| 6       | Texas Motor Speedway                 | 7 de junio de 1997       | 208 Vueltas 312 millas   | Tony Stewart  | Tony Stewart     | Arie Luyendyk  | Tony Stewart      |
| 7       | Pikes Peak International Raceway     | 29 de junio de 1997      | 200 Vueltas 200 millas   | Scott Sharp   | Jimmy Kite       | Tony Stewart   | Tony Stewart      |
| 8       | Charlotte Motor Speedway             | 27 de julio de 1997      | 208 Vueltas 312 millas   | Tony Stewart  | Billy Boat       | Buddy Lazier   | Tony Stewart      |
| 9       | New Hampshire International Speedway | 17 de agosto de 1997     | 200 Vueltas 211.6 millas | Marco Greco   | Vincenzo Sospiri | Robbie Buhl    | Eddie Cheever     |
| 10      | Las Vegas Motor Speedway             | 11 de octubre de 1997    | 208 Vueltas 312 millas   | Billy Boat    | Billy Boat       | Eliseo Salazar | Eliseo Salazar    |

* - Reducida a 200 Vueltas, 200 millas (321,9 km) por Lluvia.

## Resultados
| Pos. | Piloto              | NHS | LSV | WDW | PHX | INDY | TXS | PIK | CMS | NHS | LSV | Puntos |
| ---- | ------------------- | --- | --- | --- | --- | ---- | --- | --- | --- | --- | --- | ------ |
| 1    | Tony Stewart        | 12* | 21  | 10* | 2*  | 5*   | 5*  | 1*  | 7*  | 14  | 11  | 278    |
| 2    | Davey Hamilton      | 5   | 11  | 7   | 3   | 6    | 3   | 3   | 16  | 17  | 7   | 272    |
| 3    | Eddie Cheever       | 15  | 25  | 1   | 12  | 23   | 6   | 4   | 6   | 9*  | 21  | 230    |
| 4    | Marco Greco         | 7   | 9   | 8   | 4   | 16   | 26  | 13  | 9   | 20  | 10  | 230    |
| 5    | Scott Goodyear      |     |     | 3   | 17  | 2    | 4   | 7   | 3   | 16  | 2   | 226    |
| 6    | Arie Luyendyk       | 13  | 20  | 12  | 22  | 1    | 1   | 15  | 21  | 3   | 25  | 223    |
| 7    | Roberto Guerrero    | 6   | 4   | 17  | 7   | 27   | 13  | 18  | 17  | 6   | 14  | 221    |
| 8    | Buddy Lazier        | 19  | 24  | 5   | 21  | 4    | 17  | 8   | 1   | 12  | 31  | 209    |
| 9    | Eliseo Salazar      | 9   | 7   |     |     | 24   | 7   | 12  | 10  | 4   | 1*  | 208    |
| 10   | Buzz Calkins        | 2   | 6   | 11  | 8   | 11   | 19  | 5   |     | 21  | 28  | 204    |
| 11   | Stéphane Grégoire   | 8   | 26  | 19  | 5   | 31   | Wth | 2   | 8   | 15  | 9   | 192    |
| 12   | Jim Guthrie         | 23  | 13  | 6   | 1   | 26   | 21  | DNS | 12  | 24  | 4   | 186    |
| 13   | Robbie Buhl         | 22  | 8   |     | 18  | 8    | 16  | Wth |     | 1   | 3   | 170    |
| 14   | Mike Groff          | 4   | 3   | 2   | 6   | 12   | DNS |     | 14  | DNS |     | 169    |
| 15   | John Paul Jr.       | 10  | 15  | 18  | 9   | DNQ  |     |     | 11  | 7   | 12  | 163    |
| 16   | Affonso Giaffone    |     | 10  |     | 13  | 32   | 20  | 9   | 4   | 18  | 15  | 159    |
| 17   | Mark Dismore        | 20  | 17  |     |     | 28   | 11  | 11  | 19  | 11  | 5   | 158    |
| 18   | Billy Boat          |     |     |     |     | 7    | 2   | 19  | 2   | 8   | 23  | 151    |
| 19   | Kenny Bräck         |     |     |     | 11  | 33   | 18  | 14  | 5   | 5   | 20  | 139    |
| 20   | Robbie Groff        |     |     |     |     | 9    | 15  | 10  | 13  | 10  | 18  | 135    |
| 21   | Vincenzo Sospiri    |     |     |     |     | 17   | 9   | 6   | 20  | 2   | 22  | 134    |
| 22   | Scott Sharp         | 1   | 16  | 4   | 16  | DNQ  |     | 22  |     |     |     | 119    |
| 23   | Dr. Jack Miller     |     |     | 15  | 20  | 20   | 24  | 16  | 23  | 19  | 29  | 114    |
| 24   | Johnny Unser        | DNQ | 22  |     |     | 18   | 10  | 21  |     | 13  | 19  | 107    |
| 25   | Tyce Carlson        | 11  | 23  |     |     | 19   | 14  |     |     |     | 24  | 84     |
| 26   | Fermín Vélez        |     |     | 9   | 14  | 10   | 25  |     |     |     |     | 82     |
| 27   | Jimmy Kite          |     |     |     |     |      |     | 20  | 15  | 23  | 6   | 76     |
| 28   | Sam Schmidt         |     |     |     | 10  | 34   | 23  |     | 18  | 22  | 27  | 76     |
| 29   | Greg Ray            |     |     |     |     | 25   | 8   | 17  | 22  | Wth | 30  | 73     |
| 30   | Jeff Ward           |     |     | 16  |     | 3    |     |     |     |     | 17  | 69     |
| 31   | Stan Wattles        | 16  | 18  |     |     |      |     |     |     |     | 8   | 63     |
| 32   | Michele Alboreto    | 3   | 5   |     |     |      |     |     |     |     |     | 62     |
| 33   | Richie Hearn        | 14  | 1*  |     |     |      |     |     |     |     |     | 59     |
| 34   | Billy Roe           |     |     |     | 15  | 22   | Wth |     |     |     | 13  | 55     |
| 35   | Jeret Schroeder     |     |     | 14  | 19  |      |     |     |     |     |     | 37     |
| 36   | Michel Jourdain Jr. |     | 2   |     |     |      |     |     |     |     |     | 33     |
| 37   | Robby Gordon        |     | 14  |     |     | 29   |     |     |     |     |     | 27     |
| 38   | Brad Murphey        | 18  | 27  |     |     |      |     |     |     |     |     | 25     |
| 39   | Alessandro Zampedri |     |     |     |     | 35   | 12  | DNP |     |     |     | 24     |
| 40   | Johnny O'Connell    | Wth | 12  |     |     | DNQ  |     |     |     |     |     | 23     |
| 41   | Paul Durant         |     |     |     |     | 21   |     |     |     |     | 26  | 23     |
| 42   | Danny Ongais        |     |     | 13  | DNS |      |     |     |     |     |     | 22     |
| 43   | Lyn St. James       |     |     |     |     | 13   | Wth |     |     |     |     | 22     |
| 44   | Steve Kinser        |     |     |     |     | 14   |     |     |     |     |     | 21     |
| 45   | Dennis Vitolo       |     |     |     |     | 15   |     |     |     |     |     | 20     |
| 46   | Mike Shank          |     |     |     |     |      |     |     |     |     | 16  | 19     |
| 47   | Dave Kudrave        | 17  |     |     |     |      |     |     |     |     |     | 18     |
| 48   | Juan Carbonell      |     | 19  |     |     |      |     |     |     |     |     | 16     |
| 49   | Joe Gosek           | 21  |     |     |     |      |     |     |     |     |     | 14     |
| 50   | Allen May           |     |     |     |     |      | 22  |     |     |     |     | 13     |
| 51   | Johnny Parsons Jr.  |     | 28  |     |     |      |     |     |     |     |     | 7      |
| 52   | Claude Bourbonnais  |     |     |     |     | 30   |     |     |     |     |     | 5      |
| -    | Scott Harrington    |     |     |     |     | DNQ  | Wth |     |     |     |     | 0      |
| -    | Jon Field           | Wth |     |     |     |      |     |     |     |     |     | 0      |
| -    | Randy Tolsma        | Wth |     |     |     |      |     |     |     |     |     | 0      |
| -    | David Steele        |     | DNQ |     |     |      |     |     |     |     |     | 0      |
| -    | Davy Jones          |     |     | DNS |     |      |     |     |     |     |     | 0      |
| -    | Mike Ordway         |     |     |     |     |      |     |     |     | DNS |     | 0      |
| Pos. | Piloto              | NHS | LSV | WDW | PHX | INDY | TXS | PIK | CMS | NHS | LSV | Puntos |

| Color       | Resultados                    |
| ----------- | ----------------------------- |
| Oro         | Ganador                       |
| Plata       | 2° Lugar                      |
| Bronce      | 3° Lugar                      |
| Verde       | 4° y 5° Lugar                 |
| Azul claro  | 6° – 10° Lugar                |
| Azul oscuro | Finalizó (Fuera del Top 10)   |
| Púrpura     | No acabaron la carrera        |
| Rojo        | No lograron calificarse (DNQ) |
| Marrón      | No Arrancó (DNS)              |
| Negro       | Descalificado (DSQ)           |
| Blanco      | No Arrancó (DNS)              |
| Blanco      | Abandono por carrera (C)      |
| Sin color   | No participó                  |

| In-line notation                                                            | |
| Negrita                                                                     | Pole position (1 punto; excepto en Indy y Iowa)                                                            |
| 1 Como la clasificación fue cancelada, no se otorgan el punto al polesitter | |
| Cursiva                                                                     | Vuélta más rápida                                                                                          |
| *                                                                           | Mayor Número de vueltas lideradas (2 puntos)                                                               |
| DNS                                                                         | Piloto que no calificó No logró arrancar (DNS), gana la 1/2 de los Puntos por haber calificado/participado |
| Novato del Año                                                              | |
| Novato                                                                      | |

Los puntos se otorgan a los pilotos sobre las siguientes bases:
| Posición | 1  | 2  | 3  | 4  | 5  | 6  | 7  | 8  | 9  | 10 | 11 | 12 | 13 | 14 | 15 | 16 | 17 | 18 | 19 | 20 | 21 | 22 | 23 | 24 | 25 | 26 | 27 | 28 | 29 | 30 | 31 | 32 | 33 | 34 | 35 |
| -------- | -- | -- | -- | -- | -- | -- | -- | -- | -- | -- | -- | -- | -- | -- | -- | -- | -- | -- | -- | -- | -- | -- | -- | -- | -- | -- | -- | -- | -- | -- | -- | -- | -- | -- | -- |
| Puntos   | 35 | 33 | 32 | 31 | 30 | 29 | 28 | 27 | 26 | 25 | 24 | 23 | 22 | 21 | 20 | 19 | 18 | 17 | 16 | 15 | 14 | 13 | 12 | 11 | 10 | 9  | 8  | 7  | 6  | 5  | 4  | 3  | 2  | 1  | 1  |